# Луговське (Калінінградська область)
Луговське (рос. Луговское) — селище Зеленоградського району, Калінінградської області Росії. Входить до складу Ковровського сільського поселення.
Населення — 412 осіб (2015 рік).

## Населення
| 2002 | 2010 |
| ---- | ---- |
| 410  | ↗412 |